# Naissance en 1101
Naissance
- 1097
- 1098
- 1099
- 1100
- 1101
- 1102
- 1103
- 1104
- 1105

Cette page dresse une liste de personnalités nées au cours de l'année 1101 :
- Abu al-Bayan ibn al-Mudawwar (en), médecin égyptien.
- Agnès de Bures
- Arslan Shah I (en), sultan de Kerman.
- Arthaud de Belley, évêque de Belley et fondateur de la chartreuse d'Arvières.
- Étienne II de Hongrie, roi de Hongrie.
- Fujiwara no Tamako, impératrice consort de l'empereur Toba du Japon et la mère des empereurs Sutoku et Go-Shirakawa.
- Mélisende de Jérusalem, reine de Jérusalem et régente du royaume.
- Pandolfo Masca, cardinal italien.
- Hélène de Skövde, noble suédoise, sainte patronne de Skövde.
- Su Hanchen, peintre chinois.

## Crédit d'auteurs
- Cet article est partiellement ou en totalité issu de l'article intitulé « 1101 » (voir la liste des auteurs).